# Bråneryds kapell
Bråneryds kapell är ett kapell vid Bråneryds kyrkogård utanför Huskvarna i Sverige. Det invigdes den 29 juni 1958, och används främst som gravkapell. Det avsakraliserades 1999, och kan sedan dess användas för alla sorters begravningar.

## Orgel
- 1959 byggde Olof Hammarberg, Göteborg en mekanisk orgel till kapellet.

| Manual          | Pedal      | Koppel   |  |
| Gedackt 8’ B/D  | Subbas 16’ | Man/Ped. |  |
| Principal 4’    |            |          |  |
| Rörflöjt 4’ B/D |            |          |  |
| Gemshorn 2’ B/D |            |          |  |
| Mixtur 2 chor   |            |          |  |
| Regal 8' B/D    |            |          |  |